# Palliduphantes alutacius
Palliduphantes alutacius là một loài nhện trong họ Linyphiidae.
Loài này thuộc chi Palliduphantes. Palliduphantes alutacius được Eugène Simon miêu tả năm 1884.